# الكاذب وحبيبته (مسلسل)
'الكاذب وحبيبته  (بالكورية: 그녀는 거짓말을 너무 사랑해؛ رر: Geunyeoneun Geojitmaleul Neomu Saranghae'؛ حرفيًا. هي تحب الكذب كثيرا) هو مسلسل تلفزيوني كوري جنوبي من بطولة لي هيون وو وجوي (بارك سوو يونغ) مع لي جونغ جين ولي سيو ون و هونغ سيو يونغ. الدراما مستوحاة من المانجا اليابانية الشهيرة كانوجو وا إيسو أو ايشيسوغيتيرو من تأليف كوتومي أوكي. يتم بثه على قناة تي في إن كل إثنين وثلاثاء في تمام الساعة 23:00 (KST) بدءًا من 20 مارس 2017. تم إصدار المسلسل عالميًا على منصة نتفليكس بدءًا من 1 أكتوبر 2019.

## القصة
يدور الفيلم عن قصة حب حول الملحن الموسيقي العبقري الحزين كانغ هان جيول (لي هيون وو) الذي يلتقي بالمغنية والطالبة الموهوبة يون سو ريم (جوي) بينما يعيش تحت هوية مخفية. بشجاعتها وغناءها الجميل ، تعيد سو ريم هان جيول إليها مرارًا وتكرارًا. على طول الطريق يواجه الاثنان عقبات حيث تبدأ سو ريم حياتها المهنية في صناعة الموسيقى كمغنية حينها تبدأ في الكشف عن جميع أكاذيب هان جيول.

## المشاهدات
- في هذا الجدول, الرقم الأزرق يمثل الحلقات الأقل مشاهدة و اللون الأحمر يمثل الحلقات الأعلى مشاهدة.
- غم/م يشير إلى أن تصنيف الحلقة غير معروف.

| حلقة. | تاريخ البث الأصلي | متوسط حصة الجمهور | متوسط حصة الجمهور | متوسط حصة الجمهور |
| حلقة. | تاريخ البث الأصلي | AGB Nielsen       | AGB Nielsen       | TNmS              |
| حلقة. | تاريخ البث الأصلي | على الصعيد الوطني | سول               | على الصعيد الوطني |
| ----- | ----------------- | ----------------- | ----------------- | ----------------- |
| 1     | مارس 20 ، 2017    | 1.524%            | 1.707%            | 2.0%              |
| 2     | مارس 21، 2017     | 1.345%            | 1.427%            | 1.7%              |
| 3     | مارس 27، 2017     | 1.267%            | 1.765%            | 1.3%              |
| 4     | مارس 28، 2017     | 1.839%            | 2.309%            | 1.7%              |
| 5     | أبريل 3، 2017     | 1.435%            | 1.775%            | 1.7%              |
| 6     | أبريل 4، 2017     | 1.460%            | 1.506%            | 1.2%              |
| 7     | أبريل 10، 2017    | 1.693%            | 2.012%            | 1.7%              |
| 8     | أبريل 11، 2017    | 1.623%            | 1.828%            | 1.7%              |
| 9     | أبريل 17، 2017    | 1.494%            | 1.839%            | 1.3%              |
| 10    | أبريل 18، 2017    | 1.433%            | 1.719%            | 1.2%              |
| 11    | أبريل 24، 2017    | 1.384%            | 1.641%            | 1.2%              |
| 12    | أبريل 25، 2017    | 1.592%            | 2.015%            | 1.4%              |
| 13    | مايو 1، 2017      | 1.387%            | 1.609%            | 1.0%              |
| 14    | مايو 2، 2017      | 1.550%            | 1.736%            | 1.8%              |
| 15    | مايو 8، 2017      | 1.227%            | —                 | 1.8%              |
| 16    | مايو 9، 2017      | 1.379%            | 1.501%            | 1.4%              |
| متوسط | متوسط             | 1.482%            | 1.754%            | 1.5%              |

- يتم بث هذه الدراما على قناة الكابل / التلفزيون المدفوع الذي عادة ما يكون جمهوره أصغر نسبيًا مقارنةً بالمحطات التلفزيونية / العامة مثل (كي بي سي، سي بي سي، ام بي سي واي بي سي).

## روابط خارجية
الكاذب وحبيبته على موقع IMDb (الإنجليزية)
- الكاذب وحبيبته على موقع نتفليكس (الإنجليزية)
- الكاذب وحبيبته على موقع كينوبويسك (الروسية)
- الكاذب وحبيبته على موقع قاعدة بيانات الفيلم (الإنجليزية)